# Филипп Альбрехт Вюртембергский
Герцог Георг Филипп Альбрехт Карл Мария Йозеф Людвиг Губерт Станислав Леопольд Вюртембергский (нем. George Philipp Albrecht Carl Maria Joseph Ludwig Hubertus Stanislaus Leopold Herzog von Württemberg; 14 ноября 1893, Штутгарт — 17 апреля 1975, Равенсбург) — старший сын герцога Альбрехта Вюртембергского и эрцгерцогини Маргариты Софии Австрийской. Глава Вюртембергского дома с 1939 года до своей смерти.

## Браки и дети
Первой женой Филиппа Альбрехта была эрцгерцогиня Елена Австрийская (1903—1924), дочь Петера Фердинанда Австрийского (младший сын великого герцога Тосканы Фердинанда IV) и принцессы Марии Кристины Бурбон-Сицилийской (дочь Альфонсо Бурбон-Сицилийского). Свадьба состоялась 24 октября 1923 года в Альтсхаузене. У супругов была одна дочь:
- Мария Кристина Вюртембергская (род. 2 сентября 1924), с 1948 года замужем за Георгом Гартманом Лихтенштейнским (1911—1998), сыном Алоиза Лихтенштейнского[5]
  - Маргарита (1 мая 1950 — 25 июля 2013)
  - Мария Ассунта (род. 1952)
  - Изабелла (род. 1954)
  - Кристоф (род. 1958)
  - Мария Елена (род. 1960)
  - Георгина (род. 1962)
  - Микаэла (род. 1969)

Елена умерла спустя неделю после рождения дочери.
1 августа 1928 года в Фридрихсхафене Филипп Альбрехт женился на младшей сестре своей покойной жены, эрцгерцогине Розе Австрийской (1906—1983). У супругов было два сына и четыре дочери:
- Елена Вюртембергская (29 июня 1929 — 22 апреля 2021), с 1961 года была замужем за маркграфом Федерико Паллавичини, 4 детей:
  - Мария Кристина Паллавичини (род. 1963 г.)
  - Антуанетта Паллавичини (род. 1964 г.)
  - Габриэла Паллавичини (род. 1965 г.)
  - Джан-Карло Паллавичини (род. 1967 г.)
- Людвиг Альбрехт Вюртембергский (23 октября 1930 — 6 октября 2019), отказался стать главой Вюртембергского дома, дважды сочетался морганатическим браком, всего 4 детей [5]:
  - Кристоф Альбрехт Вюртембергский (род. 1960 г.) - из двойни
  - Изабель Вюртембергская (род. 1960 г.) - из двойни
  - Сибилла Розитта Вюртембергская (род. 1963 г.)
  - Кристиана Беатрикс Александра Вюртембергская (род. 1973 г.) - от второго брака
- Елизавета Вюртембергская (2 февраля 1933 - 29 января 2022), с 1958 года замужем за принцем Антуаном Бурбон-Сицилийским, 4 детей:
  - Франческо-Филиппо Бурбон-Сицилийский (род. 1960 г.)
  - Мария Каролина Бурбон-Сицилийская (род. 1962 г.)
  - Дженнаро Бурбон-Сицилийский (род. 1966 г.)
  - Мария Аннунциата Бурбон-Сицилийская (род. 1973 г.)
- Мария Тереза Вюртембергская (род. 12 ноября 1934), с 1957 года замужем за принцем Генрихом Орлеанским, графом Парижа. В 1984 году супруги развелись и она стала титуловаться герцогиней Монпансье, 5 детей:
  - Принцесса Мари Орлеанская[англ.]
  - Принц Франсуа Орлеанский (7 февраля 1961, Булонь-Бийанкур — 30 декабря 2017)
  - Принцесса Бланш Элизабет Роуз Мари Орлеанская (род. 10 сентября 1963, Равенсбург), мадемуазель де Валуа
  - Принц Жан Орлеанский
  - Принц Эд Орлеанский
- Карл Вюртембергский (1 августа 1936 — 7 июня 2022), глава Вюртембергского дома, женат на Диане Орлеанской, 6 детей:
  - Фридрих, наследный герцог Вюртемберга (1 июня 1961 — 9 мая 2018)
  - Матильда Вюртембергская (род. 1962)
  - Эберхард Вюртембергский (род. 1963);
  - Филипп Вюртембергский (род. 1964)
  - Михаэль Вюртембергский (род. 1965)
  - Флёр Вюртембергская (р. 1977)
- Мария Антония Вюртембергская (31 августа 1937 — 12 ноября 2004),

## Титулы
- 14 ноября 1893 — 2 октября 1921: Его королевское высочество герцог Филипп Альбрехт Вюртембергский
- 2 октября 1921 — 29 октября 1939: Его королевское высочество наследный герцог Филипп Альбрехт Вюртембергский
- 29 октября 1939 — 15 апреля 1975: Его королевское высочество герцог Вюртембергский